# どうすればよかったか?
どうすればよかったか?は、2024年に公開された日本のドキュメンタリー映画。映画監督の藤野知明が統合失調症を発症した姉と彼女を取り巻く家族を20年に渡って記録した映画である。

## あらすじ
冒頭に、「姉が統合失調症を発症した理由を究明することを目的としていない」「統合失調症とはどんな病気なのか説明することも目的ではない」の二つの前提が提示される。
札幌市で、1966年に研究者の両親の間に生まれた藤野知明には8歳上の姉がいた。面倒見がよく、両親の影響を受け医師を目指したが、1983年のある日、24歳の姉に統合失調症の症状が現れる。父は、「姉を診た医師は『全く問題ない』と言った」と知明に告げ、姉を精神科の医療から遠ざけた。1992年、知明は事実とかけ離れたことを話し続ける姉の声をウォークマンで録音する。この音声は姉の言動を記録した最初のもので、映画冒頭で使われている。知明は神奈川県に就職して実家を離れ、その後映像制作を学ぶ。2001年よりホームムービーとして、帰省のたびに外出や食事など家族の日常の様子の撮影を始めた。2005年に知明が帰省した際には、姉が単身で国外に行き保護されたこともあり、実家の玄関に南京錠が取り付けられていた。姉に最初の兆候が表れて20年以上が経ち、母に認知症の兆候が表れ、年老いた父一人では姉と母の二人を見ることは限界をきたしていた。
このホームムービーを映画として公開する承諾を得るにあたり、知明は父に問いかける。「当時の医療の水準では満足いく治療が期待できないと感じていたか」「家族に統合失調症の者がいることを恥として隠そうとしたか」そして…。
劇伴やナレーションは用いず、テロップも映像で伝えきれない部分を説明する最小限にとどめている。

## 受賞歴
- 2024年度全国映連賞 特別賞（藤野知明）[6]